# NGC 6116
NGC 6116 est une vaste galaxie spirale située dans la constellation de la Couronne boréale. Sa vitesse par rapport au fond diffus cosmologique est de 8 957 ± 4 km/s, ce qui correspond à une distance de Hubble de 132,1 ± 9,3 Mpc (∼431 millions d'al). NGC 6116 a été découverte par l'astronome français Édouard Stephan en 1880.
La classe de luminosité de NGC 6116 est II. En raison d'une brillance de surface égale à 15,04 mag/am2, on peut qualifier NGC 6116 de galaxie à faible brillance de surface (LSB en anglais pour low surface brightness). Les galaxies LSB sont des galaxies diffuses (D) avec une brillance de surface inférieure de moins d'une magnitude à celle du ciel nocturne ambiant.
Selon la base de données Simbad, NGC 6116 est une galaxie LINER, c'est-à-dire une galaxie dont le noyau présente un spectre d'émission caractérisé par de larges raies d'atomes faiblement ionisés.